# Fajum (Polska)
Fajum – wieś w Polsce, w województwie wielkopolskim, w powiecie kaliskim, w gminie Brzeziny.
W latach 1975–1998 miejscowość administracyjnie należała do województwa kaliskiego. 

## Historia
Tereny dzisiejszego Fajum należały od XV wieku do majątków ziemskich biskupów gnieźnieńskich. Po utworzeniu przez cesarza Napoleona Bonapartego Księstwa Warszawskiego upaństwowione majątki kościelne otrzymał m.in. generał Józef Zajączek. Na pamiątkę bitew stoczonych u boku Napoleona w Egipcie, z inicjatywy generała Zajączka w miejscu wykarczowanych lasów, powstała wieś Fajum oraz Aleksandria, Racławice i Zajączki.
Obecnie we wsi Fajum znajduje się kościół należący do parafii pw. Niepokalanego Poczęcia NMP w Wojkowie, a także remiza strażacka należąca do działającej od 1948 r. Ochotniczej Straży Pożarnej w Fajum. We wsi Fajum urodził się Wojciech Bachor – prezydent Kalisza w latach 1990–1998.